# Mathys Bank
La Mathys Bank  è una dorsale rocciosa alta circa 750 m, situata 2,5 miglia nautiche (5 km) a sudovest del Monte Etchells, nei La Grange Nunataks della Catena di Shackleton, nella Terra di Coats in Antartide.
Nel 1967 fu effettuata una ricognizione aerofotografica da parte degli aerei della U.S. Navy. Un'ispezione al suolo fu condotta dalla British Antarctic Survey (BAS) nel periodo 1968-71.
Ricevette l'attuale denominazione nel 1971 dal Comitato britannico per i toponimi antartici (UK-APC), in onore di Nicholas Mathys, assistente generale della BAS presso la stazione Halley nel 1967-69, che aveva lavorato nella Catena di Shackleton durante le estati del 1968-69.